# Liebon

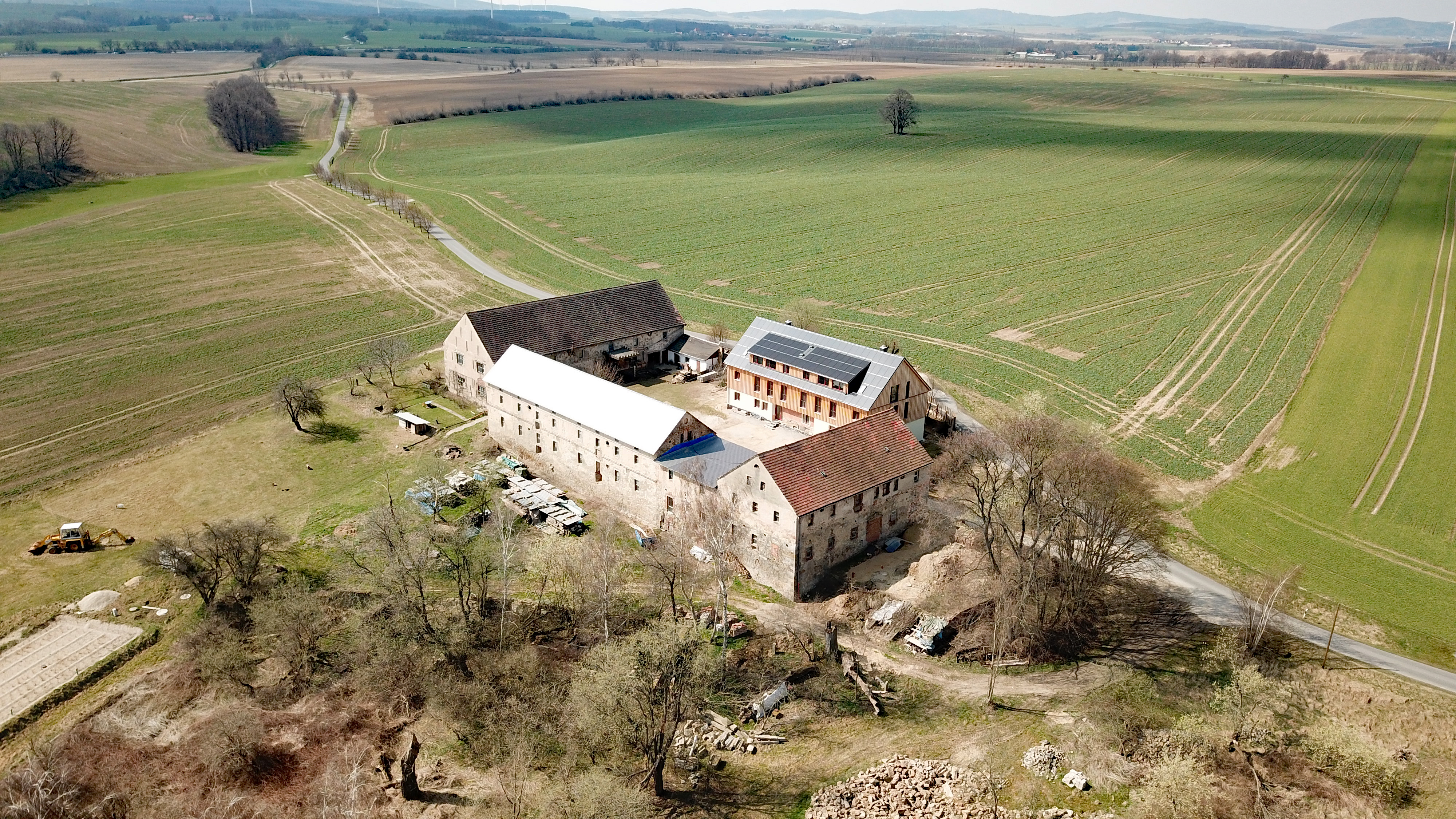
Liebon aus der Luft

Liebon, obersorbisch Libońⓘ, ist ein Bauernweiler in der sächsischen Gemeinde Göda im Landkreis Bautzen. Der mit nur noch einem Einzelgehöft(einem Saunaclub) belegte Weiler liegt innerhalb des Kernsiedlungsgebiets der Sorben in der Oberlausitz.

## Geographie

### Geographische Lage
Liebon liegt etwa mittig zwischen den beiden Sechsstädten Kamenz und Bautzen, die jeweils rund 12–15 Kilometer entfernt sind. Der Weiler liegt rund 150 Meter südlich der sächsischen Staatsstraße 100 (Bautzen–Kamenz). Die Bundesautobahn 4 verläuft etwa einen Kilometer südlich der Ortschaft, die nächsten Anschlussstellen sind Uhyst am Taucher in westlicher und Salzenforst in östlicher Richtung.
Östlich von Liebon verläuft in ein bis anderthalb Kilometern Entfernung das Schwarzwasser in nordöstlicher Richtung entlang der Orte Pietzschwitz, Prischwitz, Muschelwitz und Sollschwitz, während etwa zwei Kilometer westlich das Kleinhänchener Wasser in nordwestlicher Richtung dem Klosterwasser entgegenfließt. Weitere Ortschaften in der Umgebung sind Zischkowitz im Süden, Auschkowitz im Westen, sowie Paßditz im Nordwesten und Zscharnitz im Nordosten. Das Kirchdorf Storcha, zu dessen Parochie Liebon gehört, liegt ebenfalls in nordöstlicher Richtung, etwa zwei Kilometer entfernt.

### Geologie
Die Lieboner Flur liegt inmitten einer fruchtbaren Hügellandschaft, deren lösslehmige Böden Bodenwertzahlen um 63 aufweisen und somit zu den bestwertigen Böden im gesamten Landkreis zählen. Der geologische Untergrund besteht aus Demitzer Granodiorit, eine in der Westlausitz verbreitete Granodioritart.
Naturräumlich ist Liebon dem Oberlausitzer Gefilde zuzuordnen. Kleinlandschaftlich liegt Liebon am östlichen Rand der Kriepitz-Lehndorf-Spittwitzer Lössplatte, die vom Sollschwitz-Lugaer Schwarzwassertal sowie der Prischwitz-Bolbritzer Platte begrenzt wird.

## Geschichte

### Ortsgeschichte
Zahlreiche wertvolle Bodenfunde in den Gemarkungen zwischen Storcha, Prischwitz und Liebon belegen eine ur- und frühzeitliche Siedlungstätigkeit. Zu den bedeutendsten davon zählen Funde aus einer Sandgrube zwischen Liebon und Zscharnitz; neben Resten jungsteinzeitlicher Gefäße der Schnurkeramik wurde in Brandgräbern der späten Lausitzer Kultur neben Keramik auch ein Bronzemesser gefunden. Weitere Grabfunde geben Einblicke in die ostgermanische Lebensweise während der römischen Kaiserzeit sowie in die Kultur der Milzener.
Erwähnt wird Liebon 1332 als Leubobel und 1355 als Lobebyl in Urkunden des Klosters Marienstern. In einem Zinsverzeichnis des Klosters aus dem ausgehenden 14. Jahrhundert werden für Liebon drei Bauernstellen genannt, rund 200 Jahre später sind es 1580 nur noch zwei. Die Fluren sind großblöckig, die westlich angrenzenden zum Teil auch streifenförmig.
Auch in späteren Jahrhunderten bedingt die geringe Bebauung nur eine kleine Bevölkerung im Ort. Im 19. und frühen 20. Jahrhundert leben etwa 20 Einwohner im Ort, 1871 werden 25 genannt. Die rein sorbisch-katholische Bevölkerung ist ursprünglich nach Göda gepfarrt, vom ausgehenden 16. Jahrhundert an nach Crostwitz, und mit dem Bau der Storchaer Kirche seit 1887 dorthin.
Gesellschaftliche Umbrüche ergeben sich im 20. Jahrhundert. Bei der Volkszählung 1925 geben zwei der Einwohner an, evangelischen Glaubens zu sein; auch die Bevölkerung ist nur noch zur Hälfte sorbischsprachig. Zum 1. Juli 1934 wird die bis dahin eigenständige Gemeinde nach Paßditz eingegliedert und kommt mit dieser zwei Jahre später zu Storcha.
In der Zeit nach dem Zweiten Weltkrieg gehört Liebon kurzzeitig im zweiten Halbjahr 1952 zum Kreis Kamenz, kommt jedoch Anfang Dezember des gleichen Jahres wieder zum Kreis Bautzen. 1962 kommt Liebon durch die Eingemeindung von Storcha nach Prischwitz. Von den beiden Gehöften wird eines abgerissen, in den Wirtschaftsgebäuden des anderen betreibt die Landwirtschaftliche Produktionsgenossenschaft (LPG) Göda bis in die Wendezeit Geflügelhaltung.
Die vierte und vorerst letzte Eingemeindung für Liebon erfolgt am 1. März 1994 mit dem Zusammenschluss von Coblenz, Prischwitz und Göda.
Im März 2009 erlangt der Ort überregionale Bekanntheit, als der Vierseitenhof mit der Bemerkung Dorf zu verkaufen bei der Internetauktionsplattform eBay zum Verkauf angeboten wird.

### Ortsname
Neben den bereits genannten Namensformen Leubobel und Lobebyl sind Lubabel (1357), Lubebel (1474), Lubawel (15. Jahrhundert) und Lobabel (1519) urkundlich überliefert. Durch einen Namensabschliff ändert sich die Form, so dass Lieben (1658), Lüben (1768), Libon (1732) und schließlich Liebon (1777) als neuere Ortsnamen genannt werden.
Der Name ist nach Eichler auf die altsorbische Grundform *L'ubobyl' zurückzuführen und bedeutet demnach ‘Ort des L'ubobył'. Obwohl für einen derartigen Personennamen keine Vergleiche aus anderen slawischen Sprachen beigebracht werden konnten, ist laut Eichler an seiner Existenz nicht zu zweifeln. Nach dem Abschliff des deutschen Namens erfolgte eine Rückübertragung ins Sorbische, so dass urkundlich Lieboch (1712), Libono (1767) Libon (1800) und Liboń als sorbische Namensformen übermittelt sind.

### Einwohnerentwicklung
| Einwohner                        | 2 | 19 | 25 | 20 | 21 | 20 | 8 | 2 | 20 |
| im Jahr 1580 2 besessene(r) Mann |   |    |    |    |    |    |   |   |    |